# Sint-Jozefskerk (Holven)

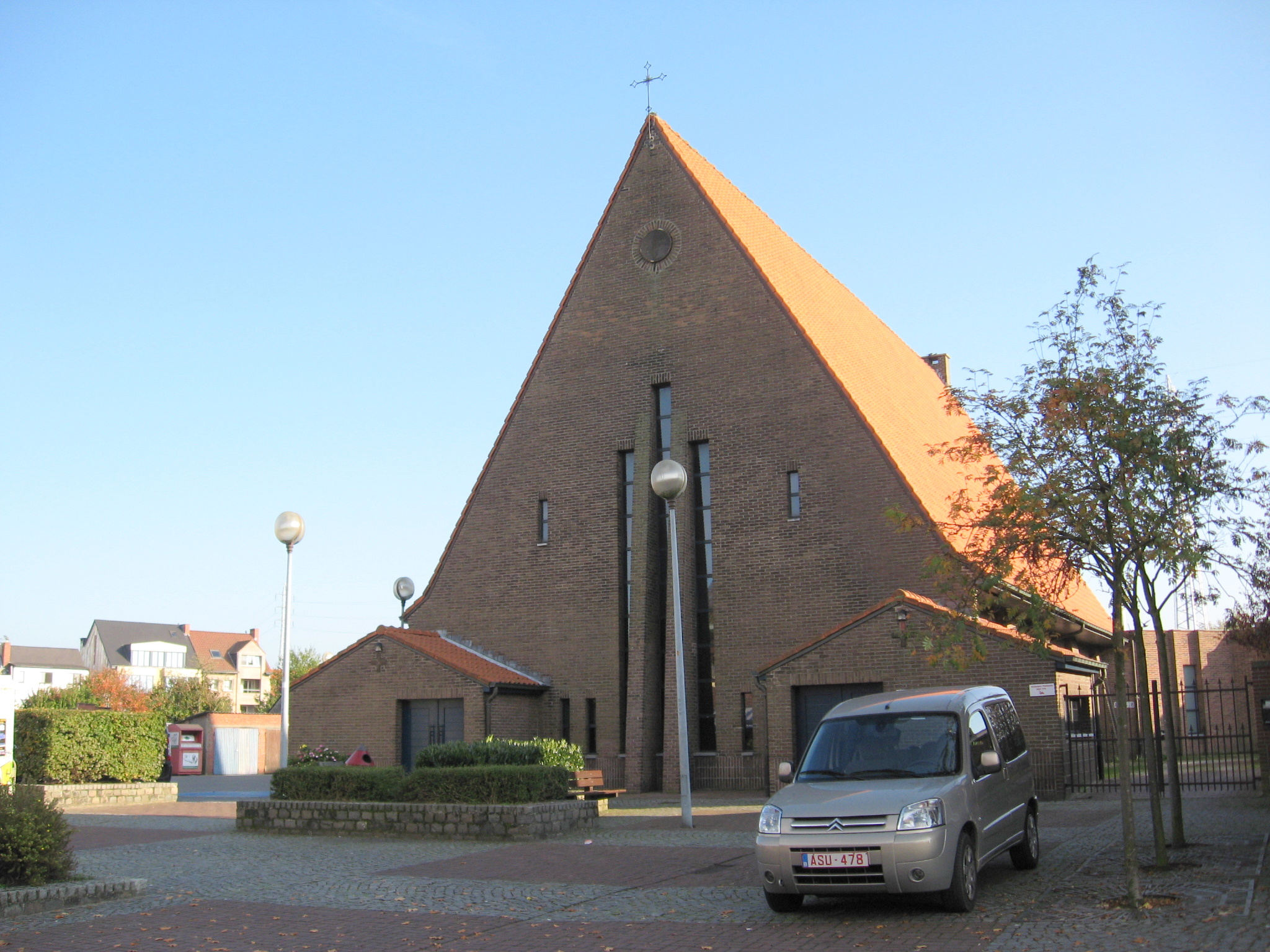
Sint-Jozefskerk

De Sint-Jozefskerk is een rooms-katholiek kerkgebouw in de tot de Antwerpse gemeente Geel behorende plaats Holven, gelegen aan Kapelstraat 18.
In Holven werd in 1934 een kapelanie gesticht, die in 1939 als hulpparochie werd erkend.
De kerk werd van 1935-1936 gebouwd, naar ontwerp van Joseph Willems. Het is een bakstenen zaalkerk onder zadeldak met een lager koor, eveneens onder zadeldak.